# Iranusa khorasana
Iranusa khorasana är en insektsart som beskrevs av Boris Petrovich Uvarov 1942. Iranusa khorasana ingår i släktet Iranusa och familjen vårtbitare. Inga underarter finns listade i Catalogue of Life.